# François de Capellis
Jean Antoine Nicolas François de Capellis, 2e marquis de Capellis, né le 24 septembre 1711 à Avignon, mort à Toulon le 6 ou 14 juin 1772, est un officier de marine français du XVIIIe siècle. Capitaine de vaisseau et chevalier de Saint-Louis, il est auteur de mémoires sur le commerce maritime, les colonies et la marine de guerre.

## Biographie

### Origines et famille
François de Capellis est issu de la maison italienne Capelli, citée à Modène dès 1171 et ayant occupé presque sans interruption, de 1459 à 1569, la charge de conservateur (ou maire) de cette cité, capitale des ducs d’Este. 
Un cadet, officier de la garde du Pape, l’ayant accompagné à Marseille en 1533, à l’occasion du mariage de Catherine de Médicis, s’établit en Comtat, à Pernes. N’ayant pas eu d’enfant, il légua ses biens, en 1562, au fils de son frère aîné qui, à son tour, s’établit à Pernes et s’y maria.
Il est le fils de François (Elzéar) de Capellis (1685 + peu après 1736), 1er marquis de Capellis, fils unique, marié en 1707 à Avignon à Jeanne Marie Fonseca (vers 1690 + 1765), de la famille Fonseca, maison patricienne romaine ayant hérité du marquisat de Taillades (Comtat). Petit-fils d’Esprit de Capellis (1654 + 1700), marié en 1678 à Montélimar à Marie Anne de Vogüé.
Il est le frère aîné de Louis de Capellis, reçu chevalier de Malte en 1739. Son neveu, Esprit Bruno de Fournier (vers 1695 + 1781), 2e marquis d’Aultane, sera lieutenant-général des Armées du Roi (fils d’une Capellis)

### Activités antérieures à son entrée dans la Marine
Officier de l'armée de terre, le marquis de Capellis a quitté le service assez tôt pour se marier et gérer ses propriétés, notamment le domaine agricole de la Nesquière, aux Valayans, près de Pernes, en Comtat.
Capellis développe aussi, par goût et intérêt patrimonial, de solides connaissances et capacités d’analyse sur le commerce maritime, les colonies et les questions navales. Il correspond sur ces sujets avec le secrétaire d’État à la marine et aux colonies, Jean-Baptiste de Machault d'Arnouville.
Dès novembre 1755, sans que la guerre ait formellement débuté avec l’Angleterre, la marine britannique commence à saisir des navires de commerce français et à retenir prisonniers leurs équipages et passagers.
C’est la mésaventure qui arrive à Capellis durant quelques semaines.
Libéré peu avant la déclaration de guerre officielle, Capellis, âgé de 45 ans, père de famille, propriétaire foncier notable, qui n’a jamais servi dans la marine et n’est pas même sujet du Roi, s’engage immédiatement dans la marine française.

### Carrière dans la Marine (mai 1756 - juin 1772)
Le 31 mai 1756, il prend ses fonctions à Brest comme volontaire. Le 19 octobre, il est nommé capitaine de brûlot sur intervention du secrétaire d’État Machault.
En novembre 1756, il embarque à Brest sur le Vaillant, vaisseau neuf de 64 canons, commandé par le marquis de Choiseul (1716 + 1760), cousin-germain du futur duc, et débarque à Toulon en et mars 1757. Il fait campagne sur les côtes africaines, puis aux îles d’Amérique. Le vaisseau appareille de Brest le 23 novembre 1756, mouille à La Praya le 16 décembre et « coupe la ligne » le 8 janvier 1757. Le gentilhomme méridional découvre avec ravissement l’Afrique et rencontre un « prince nègre ». Il rédige un mémoire sur cette campagne de navigation, indiquant les positions successives du navire, décrivant avec précision les caractéristiques des côtes longées, singulièrement aux abords des embouchures de fleuves, et évoquant les mœurs des populations rencontrées. 
En avril 1757, il passe sur le Superbe, vaisseau de 74 canons, de l'escadre de Brest, toujours sous les ordres du marquis de Choiseul. Participe à l’infructueuse campagne navale vers Louisbourg et Québec, commandée par l’Amiral de La Motte (mai-novembre 1757). Découvre le Canada.
Capellis embarque en décembre 1758 sur le Défenseur, de 74 canons, de l’escadre de Brest, qui, en 1759, croise entre la Martinique et Saint-Domingue. C’est de Brest, le 27 décembre 1758, avant que le Défenseur n’appareille, que Capellis adresse une série de mémoires au secrétaire d’État à la marine et aux colonies, Berryer. 
En 1761 il devient second du chevalier d'Oisy sur l’Opale, frégate de 30 canons, en mission d’escorte aux Antilles et Louisiane. Ce bâtiment, naviguant en convoi avec deux autres frégates et sept navires de commerce, fait naufrage près de l’île de Mogane, sur les côtes de Saint-Domingue, dans la nuit du 28 au 29 août 1762. Son fils aîné Hippolyte est alors sous ses ordres.
Le 15 janvier 1762, il est promu lieutenant de vaisseau et capitaine d’artillerie, à 50 ans. L'année suivante, il est en mission à Toulon, en matière de construction et radoub des navires, pour le secrétaire d’État à la marine. Le 1er octobre 1764, il est promu capitaine de frégate, à 53 ans, à Brest, et fait chevalier de Saint-Louis. En 1764-1765, il est à Brest.
En 1768, il est présenté à S.A.R. l’infant d’Espagne don Ferdinand, duc de Parme, ancien élève de Condillac. Le 18 février 1771, il est promu capitaine de vaisseau, à 59 ans mais moins de 15 ans de service dans la Marine, à Toulon. Le 1er mai 1772, il reçoit le commandement du 1er bataillon du régiment de marine de Toulon, à 60 ans, et meurt bientôt en service.

## Principaux mémoires adressés au secrétaire d’État à la Marine et aux Colonies
Capellis est passionné de géopolitique, de géographie navale, de calculs de positions, d’amélioration des performances en matière de navigation et de combat. Il s’intéresse à tout avec un regard qui n’est pas encore « normalisé » par vingt années de service : constructions navales, radoubs des navires, armement, santé des équipages…
Plusieurs de ses mémoires, en particulier ceux sur les colonies, retiennent l’attention des secrétaires d’État successifs.
En décembre 1758, il en adresse une série au ministre Berryer, avec pour fil conducteur la conviction que la prospérité du royaume impose à la fois de prendre l'initiative d'un redéploiement colonial et de donner une priorité au renouvellement de nos capacités militaires navales.
Ses mémoires sont attentivement étudiés en janvier et février 1759, notamment par Étienne de Silhouette.
Le marquis de Capellis expose l’incapacité dans laquelle la France se trouve de faire valoir le Canada et de conserver la vallée du Saint-Laurent, dont la défense lui coûte fort cher. 
Il décrit de façon détaillée la Louisiane, les atouts des vallées de l’Ohio et du Mississippi et recommande d’établir sur le site de Manchac, « au commencement des hautes terres », la future capitale de la colonie. 
Capellis recommande une stratégie coloniale tranchée, fondée notamment sur des échanges de territoires avec l’Angleterre : abandon du Canada, récupération de l’île de Terre-Neuve (pour ses marins pêcheurs - précieux en cas de conflit avec l’Angleterre – et ses forêts – utiles aux constructions navales -), concentration des efforts sur les îles sucrières – en particulier Saint-Domingue - et la Louisiane. Il en escompte un net enrichissement pour le royaume. Capellis estime aussi que l’abandon du Canada à l’Angleterre « sera une cause de plus qui peut-être accélérera sa ruine, en avançant la défection de ses colonies dans l’Amérique septentrionale ; elles surpasseront bientôt en richesse la vieille Angleterre, et secoueront indubitablement le joug de leur métropole. »
Considérant que « La perte du Canada en luy mesme n'est rien pour la France, mais celle de ses habitants est inestimable.», Capellis recommande d’organiser une « transmigration des Canadiens en Louisiane ». Il s’agirait non seulement d’éviter un nouveau « dérangement » forcé de population, tel celui du peuple acadien trois ans plus tôt, mais surtout de conserver à la France cette population qui, mettant en valeur la Louisiane, accroîtrait le commerce et les richesses du royaume. 
« Les Cinquante mil Canadiens transplantés dans un climat aussi doux et aussi sain que celui de La Louisiane y peupleront extrêmement. La terre fournira presque sans culture les choses nécessaires à la vie... »
Capellis estime que le gouverneur général du Canada, Pierre de Rigaud de Vaudreuil, pourrait gagner au projet ses administrés, l’espoir de secours étant irréaliste et la Louisiane étant une terre plus riche et plus agréable que la vallée du Saint-Laurent. « Vaudreuil a commandé plusieurs années à la Louisiane, il est adoré des Canadiens et des Sauvages, il leur fera faire l'impossible. » Il prévoit que la transmigration prenne trois années, sous la conduite d’« un homme du pays, intelligent, connu, aimé des habitants et des sauvages », Rigaud de Vaudreuil, frère du gouverneur.
(Voir à ce sujet « D’une transmigration des Canadiens en Louisiane vers 1760 : Notes autour d’un document », article de Lionel Groulx, prêtre, paru dans la « Revue d'histoire de l'Amérique française », vol. 8, n° 1, 1954, p. 97-118.)
Enfin, Capellis expose l’« esquisse d’une réforme ou reconstitution de la marine française », indispensable au soutien du commerce et des colonies.
Les idées défendues par le marquis de Capellis ne sont pas toutes originales (qu’il s’agisse de l’abandon des « arpents de neige » canadiens ou de la priorité à donner à Saint-Domingue et à la Louisiane), mais il a le mérite d’élaborer une réflexion stratégique d’ensemble et de s’engager sur des recommandations concrètes à ses hautes autorités.

### Mariage et descendance
Marié les 16 (contrat) et 18 juin 1740, au château du Fort (paroisse de Saint-Symphorien), en Gévaudan, à Marie Louise de Beaumont (1723 + fin février 1779), marquise du Fort et comtesse de Verrières, fille d’Henry de Beaumont de Gibaud (v1660 + décembre 1724), seigneur d’Echillais, en Saintonge, marquis du Fort et comte de Verrières (par mariage, en 1692), châtelain du Cateau-Cambrésis (1709), colonel de dragons au régiment de la Reine, puis passé sur le tard dans la marine, capitaine de vaisseau, marié en 1720, en troisièmes noces à Marguerite de Pujol de Beaufort (1699 + après février 1779). 
Petite-fille d’Henry (François) de Beaumont (1616 + après novembre 1691), seigneur de Gibaud et d’Echillais, aide de camp de Gaston, duc d’Orléans, puis maréchal de camp, marié en 1653 à Marie de Salignac (v1629), fille du marquis de La Mothe-Fénelon, sœur aînée du grand Fénelon.
- De cette union naissent :
  - Hippolyte de Capellis (1744 + 1813), 3e marquis de Capellis, appelé le comte de Capellis, comte palatin et de Vernières, puis marquis du Fort. Garde de la marine à Brest (1758), chevalier de Saint Louis (1779), admis aux honneurs de la Cour (1785), capitaine de vaisseau (1786), émigré en Allemagne (1792), au service de la Russie (1796), contre-amiral russe (1799), chevalier de l’ordre de Sainte-Anne, gouverneur du port de Cronstadt (1799-1800). Il épouse en 1782, à Avignon, Cécile de Cheylus (1759 + 1783, morte en couches), puis, en 1784, à Versailles, à Marie de Flahaut de La Billarderie (1766 + 1829).
  - Henriette de Capellis (+ après mars 1779), religieuse carmélite à Carpentras ;
  - Marie Antoinette Félicité de Capellis (1749 + 1771, morte en couches), mariée en 1770 à Avignon, à Dominique de Robert d'Aquéria (1734 + 1790, massacré par des révolutionnaires), 2e marquis de Rochegude, lieutenant-colonel de cavalerie, ancien écuyer de voltige aux Chevau-légers de la Garde du Roi, chevalier de Saint-Louis, « bon officier, très riche et vivant magnifiquement » à Avignon.
  - Gabriel de Capellis (1752 + 1779, en mer), chevalier de Capellis, marquis du Fort, garde de la Marine à Toulon (1770), chevalier de Malte (1771), commandant la batterie de la frégate « Belle Poule » lors du combat du 17 juin 1778, lieutenant de vaisseau (1778).

## Sources et bibliographie
- Étienne Boislandry Dubern, Gentry, tome 4: ascendance de Guillemette de Ginestous, 1902 + 1993, comtesse Baguenault de Puchesse, 2000 ;
- Gilles Havard et Cécile Vidal, Histoire de l'Amérique française, 2003 ;
- Pithon-Curt, Nobiliaire du Comtat, achevé vers 1740 (tome 1) ; Woelmont de Brumagne (1), idem (additions et corrections, 19, 211, 430).
- France : Archives Nationales : T 228, Papiers Capellis, XVIIIe siècle (séquestre révolutionnaire).
- Canada : AC, C HA, 103: 654-668.